# Eulophus stenostigma
Eulophus stenostigma är en stekelart som beskrevs av Dufour 1862. Eulophus stenostigma ingår i släktet Eulophus och familjen finglanssteklar.
Artens utbredningsområde är Frankrike. Inga underarter finns listade i Catalogue of Life.